# Vasile Matincă
Vasile Matincă (n. 9 mai 1974, București) este un antrenor de fotbal român. În cei 14 ani de activitate fotbalistică, Vasile Matincă a jucat pentru 8 cluburi, debutând în Liga 1 pe 16 august 1992, în mecuum Electroputere Craiova - Dacia Unirea Brăila 1-0. De asemenea a evoluat în 30 de partide pentru naționala de tineret a României. În Liga I a evoluat în 114 partide, înscriind 18 goluri.